# Why Not (пісня Гіларі Дафф)
«Why Not?» — дебютний сингл американської поп-співачки Гіларі Дафф, який був записаний у якості саундтрека до фільму Кіно про Ліззі Макгвайр (2003). В США сингл вийшов 23 червня 2003 через лейбл Walt Disney Records. Пісня написана Чарлі Міднайтом та Меттью Жеррардом; спродюсована Меттью Жеррардом. Пісня входить у альбом саундтреків «Кіно про Ліззі Макгвайр: Саундтреки» (2003) та у студійний альбом Дафф «Metamorphosis» (2003). Пізніше пісня увійшла до альбому «Most Wanted» (2005) та збірника хітів «Best of Hilary Duff» (2008). Музичне відео до пісні зрежисоване Елліотом Лестером; прем'єра відеокліпу відбулася у квітні 2003.
CD-сингл, окрім синглу «Why Not?» також містить пісню «I Can't Wait». У Великій Британії пісня «Why Not?» стала другим синглом альбому «Metamorphosis» після «Come Clean».
Пісня досягла 14 місця австралійського чарту, 15 місця новозеландського чарту та 18 місця британського чарту.

## Музичне відео
Музичне відео зрежисоване Елліотом Лестером. Зйомки проходили в Лос-Анджелесі. Прем'єра відеокліпу відбулася у квітні 2003 на каналі Disney Channel. Прем'єру проглянуло 3,2 мільйонів глядачів. Відеокліп «Why Not?» став першим музичним відео Дафф, який транслювали на каналі MTV.

## Список пісень
| "Why Not?" – Європейський CD-сингл | "Why Not?" – Європейський CD-сингл | "Why Not?" – Європейський CD-сингл | "Why Not?" – Європейський CD-сингл |
| #                                  | Назва                              | Автор                              | Тривалість                         |
| ---------------------------------- | ---------------------------------- | ---------------------------------- | ---------------------------------- |
| 1.                                 | «Why Not?»                         | Charlie Midnight Matthew Gerrard   | 2:59                               |
| 2.                                 | «Why Not?» (McMix)                 | Midnight Gerrard                   | 2:52                               |
| 6:34                               |                                    |                                    |                                    |

| "Why Not?" – Британський максі-сингл | "Why Not?" – Британський максі-сингл | "Why Not?" – Британський максі-сингл | "Why Not?" – Британський максі-сингл |
| #                                    | Назва                                | Автор                                | Тривалість                           |
| ------------------------------------ | ------------------------------------ | ------------------------------------ | ------------------------------------ |
| 1.                                   | «Why Not?»                           | Charlie Midnight Matthew Gerrard     | 2:59                                 |
| 2.                                   | «Come Clean»                         | Кара ДіоГуарді John Shanks           | 3:35                                 |
| 6:34                                 |                                      |                                      |                                      |

| "Why Not?" – Австралійський/Новозеландський максі-сингл | "Why Not?" – Австралійський/Новозеландський максі-сингл | "Why Not?" – Австралійський/Новозеландський максі-сингл | "Why Not?" – Австралійський/Новозеландський максі-сингл |
| #                                                       | Назва                                                   | Автор                                                   | Тривалість                                              |
| ------------------------------------------------------- | ------------------------------------------------------- | ------------------------------------------------------- | ------------------------------------------------------- |
| 1.                                                      | «Why Not?»                                              | Charlie Midnight Matthew Gerrard                        | 2:59                                                    |
| 2.                                                      | «Why Not?» (McMix)                                      | Midnight Gerrard                                        | 2:52                                                    |
| 3.                                                      | «I Can't Wait» (Dance Mix)                              | Gerrard Brooke McClymont Christopher Ward               | 3:06                                                    |
| 4.                                                      | «Why Not?» (CD ROM Video)                               | Midnight Gerrard                                        | 2:59                                                    |
| 11:56                                                   |                                                         |                                                         |                                                         |

## Чарти
У 2003 пісня дебютувала на 40 місце австралійського чарту ARIA Singles Chart. Через чотирнадцять тижнів після досягла 12 місця і продовжувала своє перебування на чарті протягом 16 тижнів. Пісня досягла топу-20 чарту Нової Зеландії.
Тижневі чарти
| Чарт (2003-04)                  | Місце |
| ------------------------------- | ----- |
| Australian ARIA Singles Chart   | 14    |
| Dutch Top 40                    | 20    |
| Single Top 100                  | 22    |
| New Zealand RIANZ Singles Chart | 15    |
| UK Singles Chart                | 18    |

Річні чарти
| Чарт (2003)                   | Місце |
| ----------------------------- | ----- |
| Australian ARIA Singles Chart | 94    |